# I Love to Love (canción de La Bouche)
«I Love to Love» es una canción grabada por el grupo de eurodance alemán La Bouche. 

## Lanzamiento
Fue lanzada en noviembre de 1995 como el cuarto y último sencillo de su álbum Sweet Dreams. Consiguió un éxito menor en comparación con el gran suceso "Be My Lover", pero alcanzó a llegar al número 6 en Australia. 
La carátula del maxisencillo destaca también el título de la cuarta canción, "Forget Me Nots", que es otra canción del álbum.

## Listas de canciones
Sencillo en CD
1. «I Love to Love» (radio mix) — 3:58
2. «I Love to Love» (radio mix II) — 3:59

CD maxisencillo
1. «I Love to Love» (radio mix) — 3:58
2. «I Love to Love» (club mix) — 5:58
3. «I Love to Love» (Doug Laurent mix) — 5:41
4. «Forget Me Nots» (club mix) — 5:20

12" maxisencillo
Lado A : 
1. «I Love to Love» (club mix) — 5:54
2. «I Love to Love» (Doug Laurent mix) — 5:41

Lado B : 
1. «Forget Me Nots» — 6:05
2. «I Love to Love» — 6:08

## Posicionamiento
| Lista (1995-1996)                   | Posición más alta |
| ----------------------------------- | ----------------- |
| Australia (ARIA)                    | 6                 |
| Austria (Ö3 Austria Top 40)         | 19                |
| Bélgica (Ultratop Flanders)         | 21                |
| Canadá Dance (RPM)                  | 2                 |
| Europa (European Hot 100 Singles)   | 37                |
| Finlandia (Suomen virallinen lista) | 18                |
| Francia (SNEP)                      | 27                |
| Alemania (Official German Charts)   | 21                |
| Hungría (Mahasz)                    | 5                 |
| Países Bajos (Dutch Top 40)         | 26                |
| Países Bajos (Top Singles 100)      | 30                |
| Suecia (Sverigetopplistan)          | 42                |